# Hoya aldrichii
Hoya aldrichii, zimzelena trajnica iz roda voštanog cvijeta. Endem čija je postojbina joj je Božićni otok.
To je sporo rastuća penjačica tvrdog, sjajno zelenog lišće s vidljivom žilavosti, eliptični, zaobljeni u osnovi, cjeloviti, ušiljeni i goli; dugi su 75-150 mm, široki 35-60 mm, s peteljkom dugom 10-15 mm. Stabljike su mu gole sa blijedom korom. Cvjetovi su ljubičasto-ružičasti, do 15 mm u promjeru, od 15 do 30 u jednoj cvasti. Traju do sedam dana, a noću puštaju miris.